# Валетт, Жан Паризо де ла
Жан Паризо́ де ла Вале́тт (фр. Jean Parisot de la Valette; 4 февраля 1495, Паризо, Лангедок — 21 августа 1568, Мальта) — французский дворянин, 49-й Великий магистр Мальтийского ордена. Будучи рыцарем-госпитальером, вступив в орден, он с отличием сражался против турок на Родосе. Как Великий Магистр, Валетт стал героем ордена и самым прославленным лидером, командовавшим сопротивлением османам во время Великой осады Мальты в 1565 году, которая иногда считалась одной из величайших осад всех времен.
Первый камень в основание города Валлетты был заложен Великим Магистром Ла Валеттом в 1566 году.

## Биография
Родился в дворянской семье графского рода Тулуз.
В 1534 году де ла Валетт командовал галерой, а в 1540 году у него был собственный галиот. В 1541 году попал в плен к туркам, на протяжении года был галерным рабом, был освобожден благодаря обмену пленными. С 1546 по 1549 год был губернатором Триполи.
21 августа 1557 де ла Валетт стал великим магистром Мальтийского ордена, которого многие европейские и мусульманские государства признали суверенным правителем Мальты. В 1565 году Турция снарядила против Мальты эскадру с 35-тысячным войском. Де ла Валетт возглавил оборону и отразил нападение противника. В честь магистра столицу Мальты назвали Валлетта.

## Документалистика
- Документальный фильм из цикла «Роман в камне. Архитектурные шедевры мира». ООО «ВИВА-ВИТА фильм» по заказу ВГТРК «Культура». 2018 г (19 января 2019). Мальта.  30 мин. ГТРК «Культура». {{cite episode}}: |series= пропущен или пуст (справка); Внешняя ссылка в |credits= (справка)